# Wołodymyr Brygider
Wołodymyr Brygider (ur. 1889, zm. w 1952 w Kanadzie) – ukraiński zoolog, profesor Uniwersytetu Lwowskiego.
Autor prac z mikroanatomii organizmów, genetyki, higieny, ochrony przyrody. Członek rzeczywisty Naukowego Towarzystwa im. Szewczenki.
Zmarł na emigracji.